# Agrochola csernyi
Agrochola csernyi là một loài bướm đêm trong họ Noctuidae.